# Rosemary Stirling
Rosemary Stirling (Reino Unido, 11 de diciembre de 1947) fue una atleta británica especializada en la prueba de 800 m, en la que consiguió ser medallista de bronce europea en 1971.

## Carrera deportiva
En el Campeonato Europeo de Atletismo de 1971 ganó la medalla de bronce en los 800 metros, con un tiempo de 2:02.1 segundos, llegando a meta tras la yugoslava Vera Nikolić (oro con 2:00.0 segundos que fue récord del mundo) y la británica Pat Lowe (plata).